# Brandon Huffman
Brandon Karl Huffman (nac. 2 de abril de 1998 en Goldsboro, Carolina del Norte) es un baloncestista estadounidense. Con una altura de 2.08 metros y 115 kilogramos de peso, juega en la posición de pívot.

## Trayectoria
Comenzó a practicar baloncesto a la edad de 14 años. Reclutado por la Universidad de North Carolina en 2017, disputó tres temporadas con los Tar Heels en las que tuvo escaso protagonismo. En 2020 solicita ser transferido y se traslada a la Universidad de Jacksonville State, donde forma parte de los Gamecocks y mejora sustancialmente su rendimiento, siendo elegido en 2020-21 en el Quinteto Ideal de su conferencia. Se gradúa en la temporada 2021-22 con promedios de 8.9 puntos, 5.8 rebotes y 1 tapón por partido.
En la temporada 2022-23 inicia su trayectoria profesional firmando con el Bornova Belediye, club de la segunda división turca. Culmina la campaña siendo uno de los jugadores más destacados de la competición firmando medias de 15.8 puntos, 13.9 rebotes (líder de la competición), 2.5 tapones (también líder de la competición) y un 64% de efectividad en lanzamientos a canasta.